# Тимфея
Тимфея или Тимфайя (греч. Τυμφαία) — древнегреческая область, расположенная в регионе Эпир, населённая темфеями, северо-западным греческим племенем, принадлежавшем к молосцам. Область была аннексирована и стала провинцией Македонии в IV веке до нашей эры.

## История
В связи с тем, что греческие топонимы, очень часто встречаются на более широкой территории, предполагается, что носители протогреческого языка населяли регион, который включал Тимфею, до миграций позднего бронзового века (конец 3-го — начало 2-го тысячелетия до нашей эры) в течение нескольких столетий или даже тысячелетий до этого. Тимфея была названа в честь горы Тимфи. Примерно в 350 году до нашей эры Тимфея была завоевана Филиппом II Македонским и включена в состав Македонии как часть Верхней Македонии. 
Тимфеи, населявшие эту область, принадлежали к более широкому племени молосцов. Они были одним из эпиротских племён северо-западной греческой группы. Они поклонялись Зевсу, которого называли Дейпатурос, вероятно, как богу своей горы Тимфи.

## Города
Существует не так много письменных свидетельств о древних городах этой области. В текстах историка Диодора Сицилийского упоминается город Трампия, в котором в эллинистический период произошла битва между Полиперхоном и Кассандром по поводу наследования Македонии Гераклом, незаконнорождённым сыном Александра Македонского. Соседний город Вунима упоминается Стефаном Византийским, как основанный Одиссеем. Страбон отнёс к Тимфее город Эгинион.

## Известные уроженцы
Самым известным уроженцем Тимфеи был Полиперхон, полководец Александра Македонского. Он был сыном Симмия, который был правителем Тимфеи.